# Östra Larmgatan
Östra Larmgatan är en gata i stadsdelen Inom Vallgraven i centrala Göteborg. Gatan är cirka 300 meter lång, och sträcker sig från Södra Hamngatan 57 till Östra Hamngatan 52, vid Kungsportsplatsen.

## Historik
Gatan fick sitt namn 1669 efter sin placering innanför fästningsvallen, där behovet av snabb uppställning av trupper var avgörande (att larma). Beteckningen Östra Larmgatan fastställdes 1852, men förekommer redan 1820. Gamla namn är Allarm- eller Wall-Gather (1669), Larm- eller rundgatan kring staden (1690), Alarmgatan ( 1695), Wallgången och Allarmgatan (1712).
Parkeringshuset på Östra Larmgatan i kvarteret Perukmakaren uppfördes 1965 efter ritningar av Helge Zimdal, och kallas för "NK:s P-hus" (efter läget bakom NK på Östra Hamngatan).